# Lobocleta olmia
Lobocleta olmia là một loài bướm đêm trong họ Geometridae.